# Alex Pietrangelo
Alexander "Alex" Pietrangelo, född 18 januari 1990, är en kanadensisk professionell ishockeyback som spelar för Vegas Golden Nights  i NHL.
Han har tidigare spelat på NHL-nivå för St. Louis Blues och på lägre nivåer för Peoria Rivermen i AHL och Mississauga Icedogs, Niagara Icedogs och Barrie Colts i OHL.

## Klubblagskarriär

### NHL

#### St. Louis Blues
Pietrangelo draftades av St. Louis Blues i första rundan i 2008 års draft som fjärde spelare totalt.
Han vann Stanley Cup med St. Louis Blues som lagkapten säsongen 2018–2019.

#### Vegas Golden Knights
Alex Pietrangelo lämnade St Louis Blues efter tolv säsonger i klubben som free agent, efter att han inte lyckats komma överens med klubben om ett nytt kontrakt. Den 13 Oktober 2020 skrev han istället på ett kontrakt med Vegas Golden Knights. Och i Vegas vann han även sin andra Stanley Cup.

## Statistik
| 2005–2006  | Toronto Jr. Canadiens | GTHL       | 44  | 13  | 31  | 44  | 33  | —  | — | —  | —  | —  |
| 2006–2007  | Mississauga Icedogs   | OHL        | 59  | 7   | 45  | 52  | 45  | 4  | 0 | 0  | 0  | 8  |
| 2007–2008  | Niagara Icedogs       | OHL        | 60  | 13  | 40  | 53  | 94  | 6  | 5 | 4  | 9  | 4  |
| 2008–2009  | St. Louis Blues       | NHL        | 8   | 0   | 1   | 1   | 2   | —  | — | —  | —  | —  |
|            | Niagara Icedogs       | OHL        | 36  | 8   | 21  | 29  | 32  | 12 | 1 | 5  | 6  | 20 |
|            | Peoria Rivermen       | AHL        | 1   | 0   | 0   | 0   | 0   | 7  | 0 | 3  | 3  | 2  |
| 2009–2010  | St. Louis Blues       | NHL        | 9   | 1   | 1   | 2   | 6   | —  | — | —  | —  | —  |
|            | Barrie Colts          | OHL        | 25  | 9   | 20  | 29  | 27  | 17 | 2 | 12 | 14 | 8  |
| 2010–2011  | St. Louis Blues       | NHL        | 79  | 11  | 32  | 43  | 19  | —  | — | —  | —  | —  |
| 2011–2012  | St. Louis Blues       | NHL        | 81  | 12  | 39  | 51  | 36  | 8  | 0 | 5  | 5  | 0  |
| 2012–2013  | St. Louis Blues       | NHL        | 47  | 5   | 19  | 24  | 10  | 6  | 1 | 1  | 2  | 2  |
| 2013–2014  | St. Louis Blues       | NHL        | 81  | 8   | 43  | 51  | 32  | 6  | 1 | 2  | 3  | 0  |
| 2014–2015  | St. Louis Blues       | NHL        | 81  | 7   | 39  | 46  | 28  | 6  | 0 | 2  | 2  | 0  |
| 2015–2016  | St. Louis Blues       | NHL        | 73  | 7   | 30  | 37  | 20  | 20 | 2 | 8  | 10 | 16 |
| 2016–2017  | St. Louis Blues       | NHL        | 80  | 14  | 34  | 48  | 24  | 11 | 0 | 4  | 4  | 8  |
| 2017–2018  | St. Louis Blues       | NHL        | 78  | 15  | 39  | 54  | 22  | —  | — | —  | —  | —  |
| 2018–2019  | St. Louis Blues       | NHL        | 71  | 13  | 28  | 41  | 22  | 26 | 3 | 16 | 19 | 12 |
| 2019–2020  | St. Louis Blues       | NHL        | 70  | 16  | 36  | 52  | 20  | 9  | 1 | 5  | 6  | 6  |
| NHL totalt | NHL totalt            | NHL totalt | 758 | 109 | 341 | 450 | 241 | 92 | 8 | 43 | 51 | 44 |
| OHL totalt | OHL totalt            | OHL totalt | 180 | 37  | 126 | 163 | 198 | 39 | 8 | 21 | 29 | 40 |

### Internationellt
| Källa: Uppdaterad: 2019-06-14 | Källa: Uppdaterad: 2019-06-14 | Källa: Uppdaterad: 2019-06-14 |         | Utv = Utvisningsminuter | Utv = Utvisningsminuter | Utv = Utvisningsminuter | Utv = Utvisningsminuter | Utv = Utvisningsminuter |
| År                            | Lag                           | Mästerskap                    | Matcher | Mål                     | Assists                 | Poäng                   | Utv                     |                         |
| ----------------------------- | ----------------------------- | ----------------------------- | ------- | ----------------------- | ----------------------- | ----------------------- | ----------------------- | ----------------------- |
| 2009                          | Kanada                        | JVM                           | 6       | 1                       | 2                       | 3                       | 0                       |                         |
| 2010                          | Kanada                        | JVM                           | 6       | 3                       | 9                       | 12                      | 14                      |                         |
| 2011                          | Kanada                        | VM                            | 7       | 2                       | 3                       | 5                       | 2                       |                         |
| 2014                          | Kanada                        | OS                            | 6       | 0                       | 1                       | 1                       | 0                       |                         |
| 2016                          | Kanada                        | World Cup                     | 6       | 1                       | 2                       | 3                       | 2                       |                         |
| Junior totalt                 | Junior totalt                 | Junior totalt                 | 12      | 4                       | 11                      | 15                      | 14                      |                         |
| Senior totalt                 | Senior totalt                 | Senior totalt                 | 19      | 3                       | 6                       | 9                       | 4                       |                         |

## Privat
Han är släkt med den före detta ishockeymålvakten Frank Pietrangelo, som spelade själv i NHL mellan 1987 och 1994.